# Мэн Фаньлун
Мэн Фаньлун (кит. 孟 繁龙; род. 5 февраля 1988, Чифэн, Внутренняя Монголия) — китайский боксёр-профессионал, выступающий в полутяжёлой весовой категории. Выступал за национальную сборную КНР по боксу в конце 2000-х — начале 2010-х годов, участник Олимпийских игр (2012), бронзовый призёр Азиатских игр (2010), серебряный призёр чемпионата Азии (2011), многократный победитель и призёр турниров международного значения в любителях.
Среди профессионалов бывший чемпион по версии IBF Inter-Continental (2017—2021) в полутяжёлом весе.

## Биография
Мэн Фаньлун родился 5 февраля 1988 года в городском округе Чифэн автономного района Внутренняя Монголия, КНР.

### Любительская карьера
Впервые заявил о себе в боксе в 2008 году, став чемпионом Китая в зачёте полутяжёлой весовой категории.
В 2009 году вошёл в основной состав китайской национальной сборной и выступил на чемпионате мира в Милане, где в 1/16 финала был остановлен доминиканцем Хильбертом Кастильо.
В 2010 году одержал победу на Открытом чемпионате Китая в Гуйяне, выиграл бронзовую медаль на домашних Азиатских играх в Гуанчжоу, уступив в полуфинале узбеку Эльшоду Расулову.
На азиатском первенстве 2011 года в Инчхоне стал серебряным призёром, в то время как на мировом первенстве в Баку дошёл до четвертьфинала, проиграв казаху Адильбеку Ниязымбетову.
В 2012 году выиграл серебряную медаль на Мемориале Бочкаи в Венгрии и выступил на Кубке химии в Галле. Благодаря череде удачных выступлений удостоился права защищать честь страны на летних Олимпийских играх в Лондоне — в категории до 81 кг благополучно прошёл первого соперника по турнирной сетке, тогда как во втором бою потерпел поражение от бразильца Ямагути Фалкана.
После лондонской Олимпиады Мэн ещё в течение некоторого времени оставался в составе боксёрской команды Китая и продолжал принимать участие в крупнейших международных турнирах. Так, в 2013 году он вновь выиграл китайское национальное первенство в полутяжёлом весе, взял бронзу на Гран-при Усти в Чехии и на турнире Хиральдо Кордова Кардин в Гаване.

### Профессиональная карьера
Покинув расположение китайской сборной, в январе 2015 года Мэн Фаньлун успешно дебютировал на профессиональном уровне.
В 2017 году завоевал вакантные титулы восточного чемпиона по версии Всемирной боксёрской организации (WBO) и интерконтинентального чемпиона по версии Международной боксёрской федерации (IBF) в полутяжёлом весе.
В ноябре 2018 года на вечере бокса в Монако выиграл техническим нокаутом у достаточно известного британского боксёра Фрэнка Бульони (22-3-1), тем самым защитив титул интерконтинентального чемпиона IBF.
20 мая 2022 года в городе Плант-Сити (США), в конкурентном бою, единогласным решением судей (счёт: 113-114, 112-115, 111-116) проиграл опытному канадцу Жану Паскалю (35-6-1), в 9-м раунде побывав в нокдауне. И для Фаньлуна это стало первым поражением на профессиональном ринге.

## Статистика профессиональных боёв
В таблице перечислены результаты всех поединков боксёров.
В каждой строке указан результат поединка. Дополнительно номер поединка обозначен цветом, который обозначает итог поединка. Расшифровка обозначений и цветов представлена в нижеследующей таблице.
| Пример | Расшифровка                     |
| ------ | ------------------------------- |
|        | Победа                          |
|        | Ничья                           |
|        | Поражение                       |
|        | Планируемый поединок            |
|        | Поединок признан несостоявшимся |
| КО     | Нокаут                          |
| ТКО    | Технический нокаут              |
| PTS    | Решение судей (по очкам)        |
| UD     | Единогласное решение судей      |
| MD     | Решение большинства судей       |
| SD     | Раздельное решение судей        |
| RTD    | Отказ от продолжения боя        |
| DQ     | Дисквалификация                 |
| NC     | Поединок признан несостоявшимся |

| 18 поединков, 17 побед (10 нокаутом), 1 поражение. | 18 поединков, 17 побед (10 нокаутом), 1 поражение. | 18 поединков, 17 побед (10 нокаутом), 1 поражение. | 18 поединков, 17 побед (10 нокаутом), 1 поражение. | 18 поединков, 17 побед (10 нокаутом), 1 поражение.       | 18 поединков, 17 побед (10 нокаутом), 1 поражение. | 18 поединков, 17 побед (10 нокаутом), 1 поражение.                                                                                |
| Бой                                                | Рекорд                                             | Дата боя                                           | Соперник                                           | Место проведения боя                                     | Раундов, время                                     | Дополнительно |
| -------------------------------------------------- | -------------------------------------------------- | -------------------------------------------------- | -------------------------------------------------- | -------------------------------------------------------- | -------------------------------------------------- | --- |
| 18                                                 | 17-1                                               | 20 мая 2022                                        | Жан Паскаль (35-6-1)                               | Whitesands Events Center, Плант-Сити, Флорида, США       | UD 12 (12)                                         | Счёт: 113-114, 112-115, 111-116.                                                                                                  |
| 17                                                 | 17-0                                               | 29 октября 2021                                    | Исраэль Дуффус (20-6)                              | Silver Spurs Arena, Киссимми, Флорида, США               | UD 10 (10)                                         | Счёт: 96-94, 97-93 (дважды). |
| 16                                                 | 16-0                                               | 5 октября 2019                                     | Хильберто Рубио (9-8)                              | PAL Center, Хокессин, Делавэр, США                       | TKO 2 (6), 1:36                                    | |
| 15                                                 | 15-0                                               | 1 июня 2019                                        | Адам Дайнес (17-0-1)                               | Wynn Palace Котай, Макао, Китай                          | UD 12 (12)                                         | Счёт: 117-109, 116-110, 115-111. Защитил титул чемпиона по версии IBF Inter-Continental (2-я защита Фаньлуна) в полутяжёлом весе. |
| 14                                                 | 14-0                                               | 24 ноября 2018                                     | Фрэнк Бульони (22-3-1)                             | Casino de Monte Carlo Salle Medecin, Монте-Карло, Монако | TKO 5 (12), 1:58                                   | Защитил титул чемпиона по версии IBF Inter-Continental (1-я защита Фаньлуна) в полутяжёлом весе.                                  |
| Бой                                                | Рекорд                                             | Дата боя                                           | Соперник                                           | Место проведения боя                                     | Раундов, время                                     | Дополнительно |